# 寺井久美
寺井 久美（てらい ひさよし、1921年10月23日 - 2007年3月4日）は、日本の運輸官僚、経営者。海上保安庁長官などを務めた。

## 来歴・人物
和歌山県出身。1945年に九州帝国大学法学部経済学科を卒業し、同年に運輸省に入省し、1947年に高文行政科に合格。1973年9月に航空局長、1974年6月に海上保安庁長官を歴任し、1975年7月に運輸省顧問に就任。その後は、1979年9月に日本アジア航空副社長、1983年10月に日本貨物航空副社長、1990年7月に航空振興財団理事長を歴任。
1992年11月に勲二等瑞宝章を受章。
2007年3月4日に腹部大動脈瘤破裂のために死去。85歳没。